# گری گوس

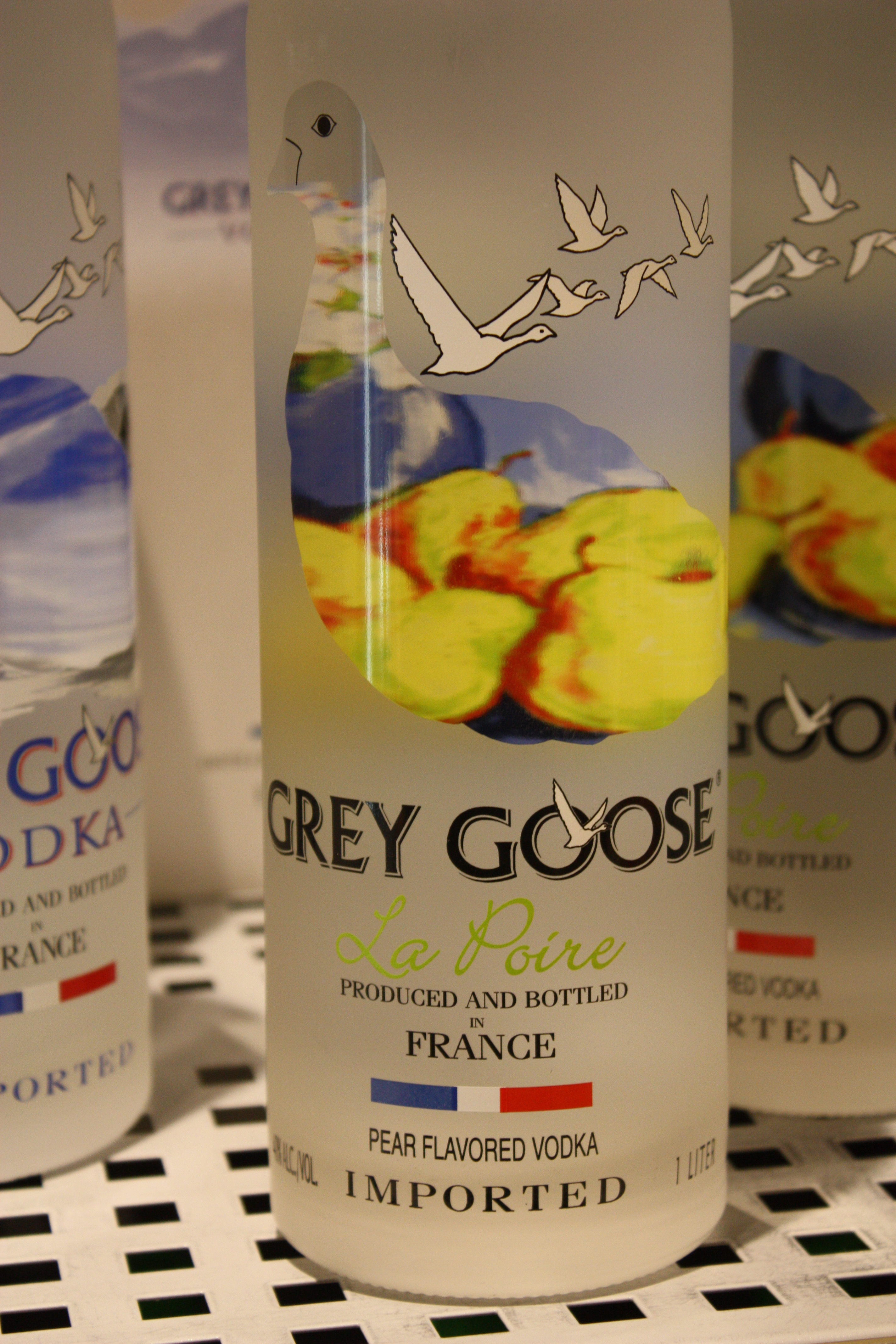
ودکا گری گوس

گری گوس (فرانسوی: Grey Goose‎) یک برند ودکا است که در فرانسه تولید می‌شود و کیفیت بسیار بالایی دارد.
گندم مورد استفاده در ساخت ودکای گری گوس در پیکاردی، فرانسه کشت می‌شود. این گندم در همان منطقه در شمال و شرق فرانسه تقطیر و به کنیاک فرستاده می‌شود، تا با آب چشمه مخلوط شده و در بطری زده شود.